# Драгунов, Игорь Александрович
И́горь Алекса́ндрович Драгунов (род. 6 апреля 1991, Москва) — российский футболист, защитник.

## Карьера
Воспитанник московского ЦСКА. Выступал за «армейцев» в молодёжном первенстве.
В 2011 году сыграл 13 игр за клуб Высшей латвийской лиги «Юрмала». Уже летом того же года защитник вернулся в Россию. В течение двух сезонов он защищал цвета команды «Псков-747».
С лета 2013 года до конца 2016 года выступал за московское «Строгино». С 2017 года выступал за московский клуб «Велес», где и завершил карьеру.